# Harry Hill
Harry Wilbur Hill (Oakland, 7 aprile 1890 – Annapolis, 19 luglio 1971) è stato un ammiraglio statunitense, attivo durante la seconda guerra mondiale.
Hill entrò nella United States Navy nel 1911 e servì su due corazzate durante la prima guerra mondiale. Specializzatosi nell'artiglieria navale, fu aiutante del comandante in capo della marina e dette il suo aiuto nell'equipaggiare e armare un cacciatorpediniere e un incrociatore. Nel gennaio 1942 assunse il comando dell'incrociatore pesante USS Wichita operando nel Mar Glaciale Artico, poi alla fine dell'anno fu trasferito al comando di una squadra da battaglia sul fronte del Pacifico. Nel 1943 divenne comandante di uno dei gruppi del V Corpo Anfibio e prese parte alle campagne delle Isole Gilbert, Marshall e Marianne; partecipò inoltre alle battaglie di Iwo Jima e di Okinawa, durante la quale fu promosso viceammiraglio e prese il comando del V Corpo.
Dopo la resa del Giappone diresse l'occupazione del paese, poi tornò in patria dove ricoprì incarichi direttivi in seno al governo o negli istituti formativi delle forze armate. Si ritirò dal servizio attivo nel 1952 ricevendo la promozione ad ammiraglio. Morì nel luglio 1971.

## Biografia

### Servizio iniziale e Grande Guerra
Harry Wilbur Hill nacque nell'aprile 1890 a Oakland, città nella contea di Alameda in California. Nel 1907 fu accettato alla United States Naval Academy di Annapolis, nel Maryland; diplomatosi nel giugno 1911, fu destinato con il grado di guardiamarina all'incrociatore corazzato USS Maryland, poi fu trasferito alla nave appoggio torpediniere USS Iris. Nel marzo 1912, dopo la nomina a ensign (equivalente per funzioni a guardiamarina), fu riassegnato al cacciatorpediniere USS Barry; tre anni più tardi fu promosso a sottotenente di vascello e passò a bordo dell'incrociatore protetto USS Albany con mansioni di responsabile dell'apparato propulsore e dei macchinari annessi.
Il 28 luglio 1914 scoppiò la prima guerra mondiale ma gli Stati Uniti non furono subito coinvolti nel conflitto. Nel corso degli anni immediatamente successivi, Hill fu riassegnato alla corazzata USS Texas che era stata aggregata alla 9ª Squadra da battaglia della Royal Navy; nel giugno 1917, quando gli Stati Uniti erano entrati in guerra a fianco degli Alleati, ricevette la nomina temporanea a tenente di vascello e nel giugno 1918 la promozione pro tempore fu estesa anche al grado successivo di capitano di corvetta. Nel settembre 1918 fu imbarcato sulla corazzata USS Wyoming (anch'essa distaccata presso la Grand Fleet britannica), sulla quale prestò servizio fino al termine della guerra nel novembre seguente.

### Gli anni venti e trenta
Hill fu imbarcato come ufficiale di rotta sulla corazzata USS Arkansas da novembre al gennaio 1919, poi fu nominato assistente e ufficiale di bandiera dell'ammiraglio R. E. Coontz, comandante della 7ª Divisione appartenente all'Atlantic Fleet, il comando sulla costa orientale della marina statunitense; a luglio fu trasferito con le stesse funzioni presso lo stato maggiore del comandante della 6ª Divisione della Pacific Fleet. Nel novembre 1919 ebbe l'incarico di aiutante presso la United States Naval Academy, che mantenne per due mesi; nel gennaio 1920 divenne aiutante del capo di stato maggiore delle Operazioni navali a Washington, posizione che ricoprì fino al marzo 1923. Nel corso di tale periodo, nel dicembre 1921, la promozione a capitano di corvetta divenne permanente.

Il cacciatorpediniere USS Dewey, la prima unità comandata da Hill

Nel 1923 dette il suo contributo per equipaggiare e armare l'incrociatore leggero USS Concord in costruzione al cantiere William Cramp & Sons di Philadelphia, divenendone l'ufficiale addetto all'artiglieria dopo il varo del 23 novembre. Dal giugno all'agosto 1925 fu aiutante di bandiera del comandante in capo della marina statunitense, poi fu trasferito a bordo dell'incrociatore leggero USS Memphis. Dal giugno 1926 ricoprì l'incarico di ufficiale esecutivo (espressione anglosassone che designa il vicecomandante) presso le Receiving Barracks (struttura di ricevimento delle reclute) della Naval Air Station Norfolk, in Virginia; nel luglio 1928 riprese il servizio in mare a bordo della corazzata USS Maryland quale ufficiale d'artiglieria: nel giugno 1931, ancora a bordo della nave, ricevette la promozione a capitano di fregata, a seguito della quale ritornò al servizio a terra come ufficiale di battaglione della US Naval Academy. Poiché varie navi sulle quali aveva servito avevano ricevuto encomi per l'efficacia del tiro, nel 1933 fu nominato ufficiale ispettore all'artiglieria del comandante della forza da battaglia della Pacific Fleet, poi prestò la sua consulenza per armare il cacciatorpediniere USS Dewey in costruzione ai cantieri Bath Iron Works nel Maine, che comandò dall'entrata in servizio (4 ottobre 1934) al 17 giugno 1935. Dal luglio 1935 lavorò presso l'Ufficio del Capo delle Operazioni Navali e durante tale incarico frequentò anche il Senior Course del Naval War College a Newport, nello Stato del Rhode Island, completandolo nel maggio 1938 e ricevendo la nomina a capitano di vascello. Tra giugno e il febbraio 1940 divenne Ufficiale dei Piani di Guerra aggregato allo stato maggiore del comandante in capo della marina, poi da marzo ritornò all'Ufficio del Capo delle Operazioni Navali venendo posto nella Divisione Piani di Guerra.

### La seconda guerra mondiale
Il 7 dicembre 1941 l'Impero giapponese lanciò l'attacco di Pearl Harbor che menomò la Pacific Fleet; il giorno dopo gli Stati Uniti gli dichiararono guerra, entrando nel secondo conflitto mondiale. Il capitano Hill continuò il suo incarico nella Divisione Piani navali fino al gennaio 1942, quando assunse il comando dell'incrociatore pesante USS Wichita che operò nelle file della Home Fleet britannica come scorta ai convogli inviati sulla rotta dell'Oceano Artico per sostenere l'economia bellica dell'Unione Sovietica. Nel settembre 1942 ritornò in patria, ove ricevette la promozione a retroammiraglio e il comando della 4ª Divisione navi da battaglia (nave ammiraglia la corazzata Maryland), destinata al fronte dell'Oceano Pacifico: nei seguenti dodici mesi operò nel teatro del Pacifico meridionale, assumendo inoltre il comando della prima task force composta da corazzate e portaerei.
Nel settembre 1943, quando ormai l'iniziativa militare era passata agli Stati Uniti e agli Alleati, fu nominato comandante del Gruppo Anfibio 2 in seno al V Corpo Anfibio, istituito appositamente per dare l'avvio all'offensiva nel Pacifico centrale contro le isole Gilbert: nel nuovo piano d'operazione Hill fu incaricato di attaccare l'atollo di Abemama quale azione accessoria dell'assalto principale all'atollo di Tarawa. Prese poi parte alle campagne delle isole Marshall (gennaio-febbraio 1944), delle isole Marianne (giugno-agosto 1944) e alla battaglia di Iwo Jima (febbraio-marzo 1945); promosso viceammiraglio nell'aprile 1945, partecipò anche alla battaglia di Okinawa (l'ultimo grande scontro terrestre tra le forze statunitensi e quelle giapponesi) come comandante del V Corpo Anfibio, dirigendone le operazioni fino alla conquista dell'isola il 20 giugno. Dopo la resa del Giappone avvenuta il 15 agosto, guidò gli sbarchi della 6ª Armata incaricata di occupare la parte sud-occidentale del paese.

### Il dopoguerra, ultimi anni e morte
Hill fece ritorno in patria poco dopo la fine ufficiale delle ostilità il 2 settembre e nel novembre 1945 fu nominato comandante dell'Army-Navy Staff College con sede a Washington; dal giugno 1946 servì come comandante del Nation War College di Fort McNair, il più prestigioso istituto delle forze armate statunitensi. Nel settembre 1949 assunse la posizione di direttore del General Board dipendente dal Dipartimento della Marina, mantenendola fino a 28 aprile 1950 quando divenne sovrintendente della United States Naval Academy e anche comandante del comando navale Severn Rivern.
Hill si ritirò dal servizio attivo nel maggio 1952 e fu promosso più tardi ammiraglio sulla lista degli ufficiali a riposo: la nomina fu possibile in base a due Atti del Congresso, uno del 4 marzo 1925 e il secondo del 23 febbraio 1942. Ciononostante continuò a mantenere il suo ultimo incarico fino ad agosto. In seguito fu governatore della Philadelphia Naval Home fino al maggio 1954.
Harry Hill si spense il 19 luglio 1971 all'età di 81 anni ad Annapolis, nella contea di Anne Arundel nel Maryland, e fu sepolto allo United States Naval Academy Cemetery.
In sua memoria il 10 agosto 1978 fu varato il cacciatorpediniere USS Harry W. Hill (DD-986), il ventiquattresimo della classe Spruance. La nave rimase in servizio dal 17 novembre 1979 al 29 maggio 1999, quando è stata rimossa dalla lista della marina e declassata a bersaglio; è stata affondata il 15 luglio 2004 durante l'esercitazione internazionale RIMPAC nelle acque dell'Oceano Pacifico.

## Vita familiare
Harry Hill si sposò con Margaret Howard Hill (17 settembre 1890 - 20 gennaio 1984) con la quale ebbe un solo figlio, Harry Wilbur Hill jr., morto ancora in fasce (20 agosto - 2 settembre 1919). La moglie fu sepolta nella stessa tomba del coniuge.

## Onorificenze
I dati sono tratti da: